# Albert Geoffroy Saint-Hilaire
Albert Geoffroy Saint-Hilaire (Paris, 2 de dezembro de 1835 — Dijon, 30 de janeiro de 1919) foi um zoólogo francês.
De 1865 a 1893, foi diretor do Jardim de Aclimatação em Bois de Boulogne, em Paris.

## Biografia
Filho de Isidore Geoffroy Saint-Hilaire (1805-1861) e de sua esposa Louise Blacque-Belair (filha de François-Charles Blacque-Belair). Em 1855 recebeu seu diploma de bacharel em ciências, atendendo a um desejo de seu pai para que "ele se ocupasse com seriedade às ciências". Albert se envolveu com o planejamento e construção do Jardim Zoológico de Aclimatação de Paris, fundado pelo seu pai quinze anos antes, e que abriu suas portas em 6 de Outubro de 1860, tornando-se diretor assistente em 1865.  Contudo, Albert era mais um empreendedor do que um cientista, e durante a sua gestão como diretor do Jardim Zoológico, procurou torná-lo um lugar muito atrativo, fazendo com que um quarto de milhão de pessoas o visitassem para ver mais de 5 mil animais.
A instituição fechou as suas portas durante a Guerra Franco-Prussiana, reabrindo posteriormente em 1877, quando também se transformou num Centro de Aclimatação Antropológica, até 1912.